# منهاج الوصول
منهاج الوصول إلى علم الأصول. ألفه الإمام البيضاوي وهو من الكتب المختصرة في أصول الفقه الذي اختصرها من كتاب الحاصل من المحصول في أصول الفقه للأرموي: أخذه مصنفه من: كتاب المحصول للرازي و(المحصول): استمداده من : كتابين لا يكاد يخرج عنهما غالبا أحدهما: كتاب المستصفى من علم الأصول لأبي حامد الغزالي والثاني:كتاب المعتمد في أصول الفقه لأبي الحسن البصري.

## نبذة عن الكتاب
قال الإمام البيضاوي في مقدمة الكتاب: (وإنّ كتابنا هذا منهاج الوصول إلى علم الأصول) الجامع بين المعقول والمشروع، والمتوسط بين الأصول والفروع، وهو وإن صغر حجمه، كبر علمه، وكثرت فوائده، وجلت عوائده، جمعته رجاء أن يكون سببا لرشاد المستفيدين، ونجاتي يوم الدين، والله تعالى حقيق بتحقيق رجاء الراجين.

## مواضيع الكتاب
1. تعريف أصول الفقه.
2. الباب الأول في الحكم، وفيه فصول.
3. الفصل الأول: في تغريفه.
4. الفصل الثاني في تقسيماته.
5. التقسيم الثاني للحكم باعتبار الحسن والقبح.
6. أنواع الحكم والوضعي.
7. التقسيم الثالث الصحة والفساد والبطلان.
8. الإجزاء.
9. تقسيم الحكم إلى أداء وقضاء وإعادة.
10. تقسيم الحكم إلى العزيمة والرخصة.
11. أحكام الحكم.
12. الفصل الثالث.
13. في أحكامه، وفيه مسائل:
14. الواجب المعين والمخير.
15. الواجب الموسع والمضيق.
16. الواجب العيني والكفائي.
17. مقدمة الواجب.
18. فروع فقهية.
19. وجوب الشيء يستلزم حرمة نقيضه.
20. الباب الثاني فيما لابد للحكم منه.
21. الفصل البأول: في الحاكم.
22. فرعان على الحسن والقبح.
23. الأصل الإباحة.
24. أدلة القائلين بحرمتها.
25. الفصل الثاني في المحكوم عليه، وفيه مسائل:
26. تكليف الغافل.
27. وقت توجه الخطاب إلى المكلف.
28. أدلة القائلين بتوجه الخطاب عند المباشرة.
29. الفصل الثالث في المحكوم به، وفيه مسائل:
30. ألة القائلين بعدم الوقوع.
31. أدلة القائلين بالوقوع.
32. تكليف الكفار.
33. أدلة القائلين بتكليف الكفار.
34. الكتاب الأول في الكتاب.
35. الباب الأول في اللغات وفيه فصول.
36. الفصل الأول في الوضع:
37. سرّ الوضع.
38. الواضع.
39. طريق معرفة اللغات.
40. الفصل الثاني: أقسام اللفظ
41. الفصل الثالث: في الاشتقاق له في حروفه الأصلية ومناسبته في المعنى.
42. أحكام الاشتقاق.
43. الفصل الرابع في الترادف.
44. الفصل الخامس في الاشتراك، وفيه مسائل:
45. الاشتراك خلاف الأصل.
46. الفصل السادس في الحقيقة والمجاز.
47. الحقيقة.
48. المجاز.
49. وجود الحقيقة.
50. شرط المجاز.
51. ما لا يكون فيه المجاز.
52. المجاز خلاف الأصل.
53. دواعي المجاز.
54. علامة الحقيقة والمجاز.
55. الفصل السابع في تعارض ما يخل الفهم.
56. الفصل الثامن في تفسير حروف يُحتاج إليها.
57. الفصل التاسع في كيفية الاستدلال بالألفاظ.
58. هل يغني خلاف الظاهر؟
59. المنطوق والمفهوم.
60. تعليق الحكم بالباسم.
61. التخصيص بالشرط.
62. استقلال النص بإفادة الحكم وعدمه.
63. الباب الثاني في الأوامر والنواهي.
64. الفصل الأول في لفظ الأمر.
65. الفصل الثاني في صيغته.
66. أدلة القائلين بالندب.
67. الفصل الثالث في النواهي.
68. الباب الثالث في ابلعموم والخصوص.
69. الفصل الأول في العموم.
70. الفصل الثاني في الخصوص.
71. الفصل الثالث في المخصِّص
72. الشرط الثاني.
73. الباب الرابع في المجمل والمبيّن، وفيه فصول.
74. الفصل الأول في المجمل.
75. الفصل الثاني في المبيّن.
76. دليل ثان لجواز تأخير البيان عن وقت الخطاب.
77. الفصل الثالث في المُبيَّن له.
78. ابباب الخامس في الناسخ والمنسوخ، وفيه فصلان.
79. الفصل الأول في النسخ.
80. الفصل الثاني الناسخ والمنسوخ.
81. الكتاب الثاني في السنة.
82. الباب الأول في الكلام في أفعاله صلى ااالله عليه وآله وسلم وفيه مسائل:
83. الباب الثاني في الأخبار وفيه فصول:
84. الفصل الأول فيما عُلِم صدقُهُ وهو سبعة:
85. الفصل الثاني: فيما عُلِم كذبه وهو قسمان:
86. الفصل الثالث: فيما ظُنَّ صِدقُهُ وهو خبر العدل الواحد، والنظر في طرفين.
87. بم تتحقق العدالة؟
88. المرسل.
89. الرواية بالمعنى.
90. الكتاب الثالث الإجماع.
91. الباب الأول في بيان كونه حجة، وفيه مسائل:
92. إمكان الإجماع.
93. الإجماع حجة.
94. إجماع أهل المدينة.
95. إجماع العترة.
96. إجماع الخلفاء الأربعة.